# Santo Domingo Open
Santo Domingo Open – męski turniej tenisowy rangi ATP Challenger Tour. Rozgrywany na zielonych kortach ceglanych w dominikańskim Santo Domingo od 2015 roku.

## Mecze finałowe

### Gra pojedyncza
| Rok  | Mistrz              | Finalista         | Wynik          |
| 2022 | Pedro Cachín        | Marco Trungelliti | 6:4, 2:6, 6:3  |
| 2021 | Nie rozgrywany      | Nie rozgrywany    | Nie rozgrywany |
| 2020 | Nie rozgrywany      | Nie rozgrywany    | Nie rozgrywany |
| 2019 | Juan Pablo Varillas | Federico Coria    | 6:3, 2:6, 6:2  |
| 2018 | Cristian Garín      | Federico Delbonis | 6:4, 5:7, 6:4  |
| 2017 | Víctor Estrella     | Damir Džumhur     | 7:6(4), 6:4    |
| 2016 | Guido Andreozzi     | Nicolás Kicker    | 6:0, 6:4       |
| 2015 | Damir Džumhur       | Renzo Olivo       | 7:5, 3:1 krecz |

### Gra podwójna
| Rok  | Mistrzowie                               | Finaliści                                    | Wynik              |
| 2022 | Ruben Gonzales Reese Stalder             | Nicolás Barrientos Miguel Ángel Reyes-Varela | 7:6(5), 6:3        |
| 2021 | Nie rozgrywany                           | Nie rozgrywany                               | Nie rozgrywany     |
| 2020 | Nie rozgrywany                           | Nie rozgrywany                               | Nie rozgrywany     |
| 2019 | Ariel Behar Gonzalo Escobar              | Orlando Luz Luis David Martínez              | 6:7(5), 6:4, 12–10 |
| 2018 | Leander Paes Miguel Ángel Reyes-Varela   | Ariel Behar Roberto Quiroz                   | 4:6, 6:3, 10–5     |
| 2017 | Juan Ignacio Londero Luis David Martínez | Daniel Elahi Galán Santiago Giraldo          | 6:4, 6:4           |
| 2016 | Ariel Behar Giovanni Lapentti            | Jonathan Eysseric Franko Škugor              | 7:5, 6:4           |
| 2015 | Roberto Maytín Hans Podlipnik-Castillo   | Romain Arneodo Benjamin Balleret             | 6:3, 2:6, 10–4     |